# Caspar Löner
Caspar Löner, Caspar Löhner oder Kaspar Lö(h)ner (* um 1493/95 in Markt Erlbach; † 6. Januar 1546 in Nördlingen) war ein deutscher Kirchenliedkomponist, römisch-katholischer Theologe und lutherischer Reformator.

## Leben
Von der Schule im Kloster Heilsbronn aus bezog Löner (auch Löhner geschrieben) die Universität Erfurt, wo er 1508 eingeschrieben wurde. Ob er (ab 1517) auch in Wittenberg studierte und Martin Luther 1518 auf der Reise zum päpstlichen Legaten nach Augsburg begleitete, ist fraglich. Im Jahre 1520 wurde er Pfarrvikar in Nesselbach und Prediger im Kloster Birkenfeld. Möglicherweise zog ihn die Wittenberger Reformation schon in dieser Zeit an. Er vollzog die kirchlichen Handlungen in deutscher Sprache und ließ deutsche Lieder singen.

### Pfarrer in Hof
Der Dompropst von Würzburg, Markgraf Friedrich von Brandenburg, bewirkte darauf (aufgrund von Beschwerden seitens der Äbtissin von Birkenfeld und des Klostervisitators, des „Weisers“ Johann(es) Leiterbach vom Kloster Ebrach) 1524 die Versetzung seines Kaplans nach Hof, wo dessen reformatorische Gesinnung erst recht offenkundig wurde. Gegen die Zwickauer Propheten und andere schwärmerische Strömungen bezog Löner Stellung und trug während des Bauernkriegs, dessen Unruhen von Plauen auf die Region überzugreifen drohten, zur Beruhigung der Lage bei, so dass es bei kämpferischen Reden blieb. Dompropst Friedrich, der sich in Religionsfragen mehrfach konservativ gegen seine regierenden Brüder Kasimir und später Georg stellte, nutzte die unsichere Lage, um den lutherisch predigenden Kaplan Löner abzusetzen. Dieser ging 1526 nach Wittenberg und übernahm 1527 ein Pfarramt in Oelznitz. 1528 kehrte er in die Heimat zurück, da ihm der neue und überzeugt protestantische Markgraf Georg auf Bitten der Gemeinde die Rückkehr nach Hof gestattete. Unterstützt von Nikolaus Medler begann an der St.-Michael-Kirche seine reformatorische Wirksamkeit.
Er führte im Dekanat Hof am 5. September 1529 die Deutsche Messe ein, entwarf eine Gottesdienstordnung und schrieb einen Katechismus. Seine Kirchenordnung war Vorbild für Medlers spätere Naumburger Kirchenordnung. Sie war formenreich und wollte auch die kirchlichen Amtshandlungen in den Gottesdienst eingegliedert sehen. Auch das von ihm geschaffene Gesangbuch war neuartig. Er hatte schon früher eine Reihe eigener Lieder unter dem Titel Gantz newer geystlicher teutscher Hymnus und Gesang im Druck erscheinen lassen. Von ihm sind 37 Lieder bekannt, die alle eine lehrhafte Note haben. Sein Katechismus wurde unter dem Titel Unterricht des Glaubens oder christlicher Kinderzucht in 72 Fragen und Antworten verfasst 1529 in Nürnberg gedruckt. Trotz einer gewissen Beeinflussung durch Luther und Andreas Althamer hatte er in der katechetischen Gestaltung eigene Züge. Auch an den Verhandlungen über die Brandenburgisch-Nürnbergische Kirchenordnung nahm er teil. Die Anfeindungen, denen er in Hof ausgesetzt war, ließen jedoch seine Lage immer schwieriger werden.
In Hof heiratete er die Tochter des Bürgermeisters, Margarethe Felitscher. Löner war der Vater von Johann Josua Löner, der ebenfalls lutherischer Pfarrer wurde, und der Urgroßvater des berühmten Theologen und Kirchenlieddichters Josua Stegmann.
Im Juli 1531 wurden Medler und er auf Betreiben des Hauptmannes Christoph von Beulwitz, zuvor Amtmann von Thierstein, aus der Stadt verwiesen. Markgraf Georg bestimmte Stephan Agricola zu seinem Nachfolger, der den protestantischen Gedanken selbst gegen oppositionelle Kräfte weiter vorantrieb.

### Oelsnitz, Naumburg und Nördlingen
Während Medler nach Wittenberg ging, wurde Löner 1533 Superintendent in Oelsnitz. Während der Reformation im Herzogtum Sachsen predigte er in Leipzig und sollte dorthin berufen werden, was jedoch nicht verwirklicht wurde. So kam er 1542 als Prediger an den Naumburger Dom und wurde zwei Jahre später auf Empfehlung Philipp Melanchthons als Superintendent an die St.-Georgs-Kirche Nördlingen berufen. Dort konnte er seine organisatorischen Gaben wieder voll entfalten und schuf auch für Nördlingen eine Gottesdienstordnung, einen Katechismus und ein neues Gesangbuch. Während die Kirchenordnung der Hofer glich, war der Katechismus in 128 Fragen neu gestaltet und mit sieben Katechismusliedern erweitert. Aber auch dort hatte er manchen Widerstand zu überwinden.

## Nachwirkung
In seinem Geburtsort Markt Erlbach sind eine Straße und eine Grund- und Mittelschule nach Löner benannt.